# Терні
Терні (італ. Terni) — місто та комуна в Італії, у регіоні Умбрія, столиця провінції Терні.Населення — 112 133 особи (2014). Щорічний фестиваль відбувається 14 лютого. Покровитель — святий Валентин.

## Географія
Терні розташоване на відстані близько 80 км на північ від Рима, 65 км на південь від Перуджі.

## Демографія
Населення за роками:

Станом на 1 січня 2023 року в муніципалітеті офіційно проживало 12 698 іноземців з 122 країн, серед них 4416 громадян країн Євросоюзу та 1010 громадян України.

## Уродженці
- Марк А́нній Флоріа́н (232 — 276) — римський імператор (червень — вересень 276 року).
- Гракко Де Нардо (*1893 — †1984) — відомий у минулому італійський футболіст, захисник, згодом — футбольний тренер.
- Марк Клавдій Тацит — римський імператор у 275—276 роках.

## Сусідні комуни

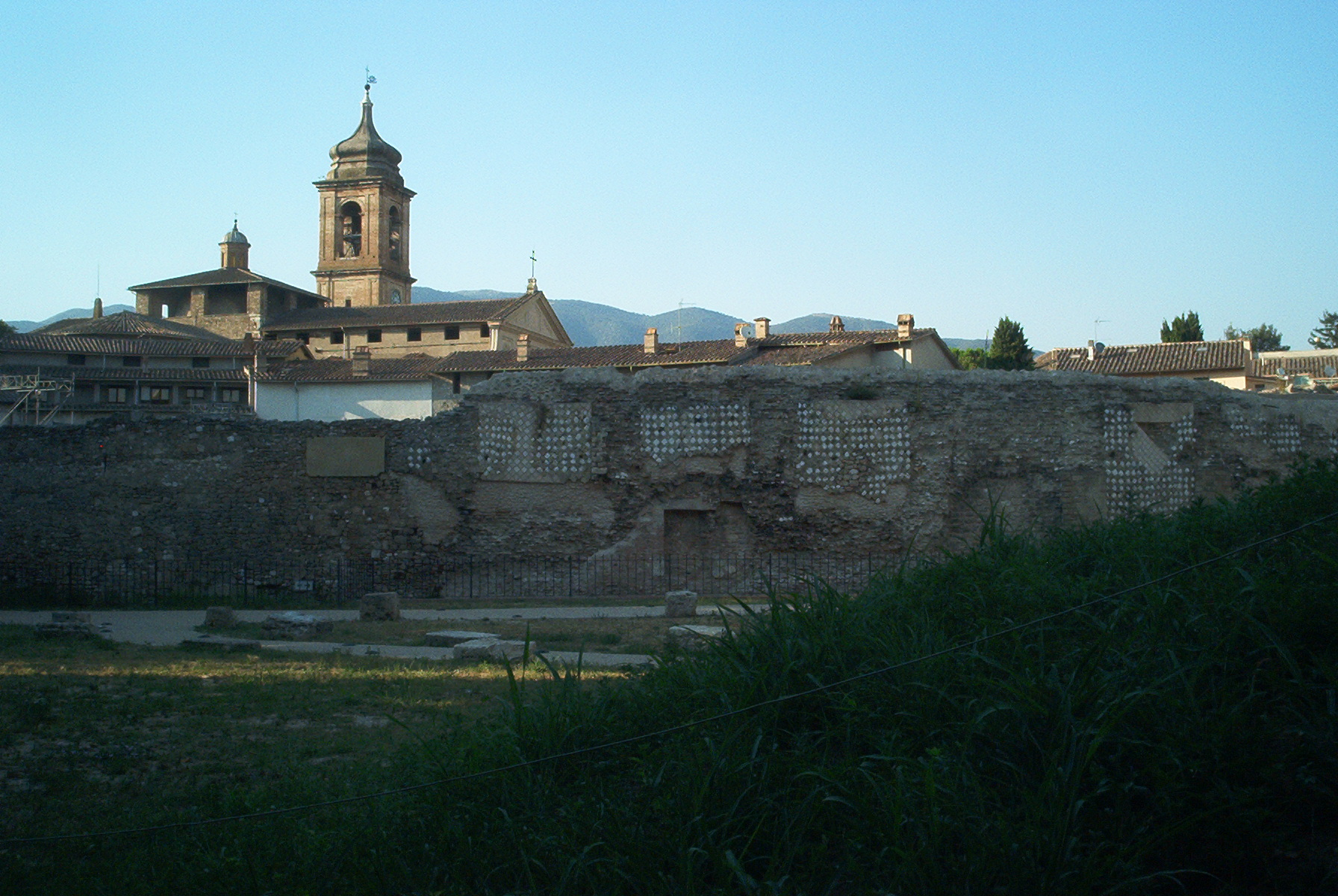
Амфітеатр Флавіїв

- Аккуаспарта
- Арроне
- Коллі-суль-Веліно
- Лабро
- Монтекастриллі
- Монтефранко
- Нарні
- Рієті
- Сан-Джеміні
- Сполето
- Стронконе